# Sulawesigök
Sulawesigök (Cuculus crassirostris) är en fågel i familjen gökar inom ordningen gökfåglar.

## Utseende och läte
Sulawesigöken är en stor och långstjärtad gök med chokladbrunt på ovansida och stjärt, kontrasterande ljusgrått huvud och tjockt tvärbandad undersida. Ungfågeln har svart huvud och vitaktig undersida. Fågeln skiljer sig från de flesta andra gökar genom den kraftiga bandningen undertill i kombination med den bruna ovansidan. Arten skiljer sig från större hökgök genom mindre storlek samt frånvaro av streckning och rostrött på strupen. Det distinkta lätet som ofta yttras före gryningen är snabbt och trestavigt: "kaka-koo".

## Utbredning och systematik
Fågelns utbredningsområde är i bergen i norra och centrala Sulawesi. Den behandlas som monotypisk, det vill säga att den inte delas in i några underarter.

## Levnadssätt
Sulawesigöken hittas i skogsområden i lågland och bergstrakter, dock vanligast i förberg. Den ses mycket sällan och upptäcks oftast på lätet.

## Status och hot
Arten har ett stort utbredningsområde, men tros minska i antal, dock inte tillräckligt kraftigt för att den ska betraktas som hotad. Internationella naturvårdsunionen IUCN listar arten som livskraftig (LC).